# ديفيد يلند
ديفيد وليام يلند (بالإنجليزية: David William Yelland) من مواليد 1947 هو ممثل تلفزيوني وسينمائي من أصل إنجليزي وقد بدأ حياته المهنية في العمل بالمسارح.

## وصلات خارجية
- ديفيد يلند على موقع IMDb (الإنجليزية)
- ديفيد يلند على موقع قاعدة بيانات برودواي على الإنترنت (الإنجليزية)
- ديفيد يلند على موقع قاعدة بيانات الفيلم (الإنجليزية)